# Danh sách đề cử và giải thưởng của Kim So-yeon
Kim So-yeon (sinh ngày 2 tháng 11 năm 1980) là một nữ diễn viên người Hàn Quốc. Cô được biết đến nhiều nhất qua những vai diễn trong nhiều bộ phim truyền hình nổi tiếng, trong đó có All About Eve (2000), Mật danh Iris (2009), Prosecutor Princess (2010), Happy Home (2016) và Cuộc chiến thượng lưu (2020).

## Giải thưởng

### APAN Star Awards
| Lần | Năm  | Hạng Mục                                        | Tác Phẩm Đề Cử        | Kết Quả   | Ghi Chú |
| --- | ---- | ----------------------------------------------- | --------------------- | --------- | ------- |
| 2   | 2013 | Excellence Award, Actress                       | Hai tuần              | Đoạt giải |         |
| 5   | 2016 | Top Excellence Award, Actress in a Serial Drama | Happy Home            | Đoạt giải |         |
| 8   | 2022 | Top Excellence Award, Actress in a Serial Drama | Cuộc chiến thượng lưu | Đề cử     |         |

### Asia Model Festival Awards
| Năm  | Hạng Mục           | Tác Phẩm Đề Cử | Kết Quả   | Ghi Chú |
| ---- | ------------------ | -------------- | --------- | ------- |
| 2011 | Asia Special Award |                | Đoạt giải |         |

### Baeksang Arts Awards
| Lần | Năm  | Hạng Mục                  | Tác Phẩm Đề Cử        | Kết Quả   | Ghi Chú |
| --- | ---- | ------------------------- | --------------------- | --------- | ------- |
| 46  | 2010 | Best Actress – Television | Mật danh Iris         | Đề cử     |         |
| 57  | 2021 | Best Actress – Television | Cuộc chiến thượng lưu | Đoạt giải | [ 1 ]   |

### Blue Dragon Film Awards
| Năm  | Hạng Mục         | Tác Phẩm Đề Cử | Kết Quả | Ghi Chú |
| ---- | ---------------- | -------------- | ------- | ------- |
| 1998 | Best New Actress | Change         | Đề cử   |         |

### Brand of the Year
| Năm  | Hạng Mục                           | Tác Phẩm Đề Cử | Kết Quả   | Ghi Chú |
| ---- | ---------------------------------- | -------------- | --------- | ------- |
| 2023 | Female Actress of the Year (Drama) |                | Đoạt giải |         |

### Broadcast Advertising Festival
| Năm  | Hạng Mục      | Tác Phẩm Đề Cử | Kết Quả   | Ghi Chú |
| ---- | ------------- | -------------- | --------- | ------- |
| 2022 | CF Star Award |                | Đoạt giải |         |

### Busan International Film Festival
| Năm  | Hạng Mục                 | Tác Phẩm Đề Cử | Kết Quả   | Ghi Chú |
| ---- | ------------------------ | -------------- | --------- | ------- |
| 2013 | Female Fashionista Award |                | Đoạt giải |         |

### Herald-Donga TV Lifestyle Awards
| Năm  | Hạng Mục         | Tác Phẩm Đề Cử | Kết Quả   | Ghi Chú |
| ---- | ---------------- | -------------- | --------- | ------- |
| 2013 | Best Style Award |                | Đoạt giải | [ 2 ]   |

### Grimae Awards
| Năm  | Hạng Mục           | Tác Phẩm Đề Cử | Kết Quả   | Ghi Chú |
| ---- | ------------------ | -------------- | --------- | ------- |
| 2021 | Best Actress Award |                | Đoạt giải |         |

### KBS Drama Awards
| Lầm | Năm  | Hạng Mục                                        | Tác Phẩm Đề Cử                                  | Kết Quả   | Ghi Chú |
| --- | ---- | ----------------------------------------------- | ----------------------------------------------- | --------- | ------- |
| 9   | 1995 | Best Young Actress                              | Soonpoong Clinic Winners I Love You, I Love You | Đoạt giải |         |
| 23  | 2009 | Popularity Award, Actress                       | Mật danh Iris                                   | Đoạt giải | [ 3 ]   |
| 23  | 2009 | Excellence Award, Actress in a Mid-length Drama | Mật danh Iris                                   | Đề cử     |         |
| 33  | 2019 | Excellence Award, Actress in a Serial Drama     | Con gái của mẹ                                  | Đoạt giải | [ 4 ]   |

### Korean Broadcasting Awards
| Năm  | Hạng Mục         | Tác Phẩm Đề Cử             | Kết Quả   | Ghi Chú |
| ---- | ---------------- | -------------------------- | --------- | ------- |
| 2021 | Popularity Award | Cuộc chiến thượng lưu 1, 2 | Đoạt giải | [ 5 ]   |

### Korea Drama Awards
| Năm  | Hạng Mục              | Tác Phẩm Đề Cử | Kết Quả   | Ghi Chú |
| ---- | --------------------- | -------------- | --------- | ------- |
| 2016 | Grand Prize (Daesang) | Happy Home     | Đoạt giải |         |
| 2016 | Star of the Year      | Happy Home     | Đoạt giải |         |

### Korean Culture and Entertainment Awards
| Năm  | Hạng Mục                                      | Tác Phẩm Đề Cử      | Kết Quả   | Ghi Chú |
| ---- | --------------------------------------------- | ------------------- | --------- | ------- |
| 2000 | Viewer's Favorite Character (Actress)         | Tình yêu trong sáng | Đoạt giải |         |
| 2013 | Excellence Award, Actress in a Miniseries     | Two Weeks           | Đề cử     |         |
| 2016 | Grand Prize (Daesang)                         | Happy Home          | Đề cử     |         |
| 2016 | Top Excellence Award, Actress in Serial Drama | Happy Home          | Đoạt giải |         |

### MBC Entertainment Awards
| Năm  | Hạng Mục                              | Tác Phẩm Đề Cử | Kết Quả   | Ghi Chú |
| ---- | ------------------------------------- | -------------- | --------- | ------- |
| 2015 | Top Excellence Award for Variety Show | We Got Married | Đoạt giải |         |

### Miss Binggrae Pageant
| Năm  | Hạng Mục           | Tác Phẩm Đề Cử | Kết Quả   | Ghi Chú |
| ---- | ------------------ | -------------- | --------- | ------- |
| 1994 | Miss Binggrae June |                | Đoạt giải |         |

### SBS Drama Awards
| Năm  | Hạng Mục                                                          | Tác Phẩm Đề Cử                                | Kết Quả   | Ghi Chú     |
| ---- | ----------------------------------------------------------------- | --------------------------------------------- | --------- | ----------- |
| 1994 | Best Young Actress                                                | Dinosaur Teacher                              | Đoạt giải |             |
| 1998 | Popularity Award, Actress                                         | Soonpoong ClinicWinnersI Love You, I Love You | Đoạt giải |             |
| 2008 | Best Supporting Actress in a Special Planning Drama               | Gourmet                                       | Đoạt giải |             |
| 2010 | Top 10 Stars                                                      | Prosecutor Princess, Dr. Champ                | Đoạt giải | [ 6 ]       |
| 2010 | Top Excellence Award, Actress in a Special Planning Drama         | Dr. Champ                                     | Đề cử     |             |
| 2010 | Excellence Award, Actress in a Drama Special                      | Prosecutor Princess                           | Đề cử     |             |
| 2012 | Top Excellence Award, Actress in a Drama Special                  | The Great Seer                                | Đề cử     |             |
| 2018 | Excellence Award, Actress in a Daily/Weekend Drama                | Bí mật sau lưng mẹ                            | Đoạt giải | [ 7 ]       |
| 2020 | Grand Prize (Daesang)                                             | Cuộc chiến thượng lưu                         | Đề cử     |             |
| 2020 | Top Excellence Award, Actress in a Mid-Length Drama               | Cuộc chiến thượng lưu                         | Đoạt giải | [ 8 ] [ 9 ] |
| 2021 | Grand Prize (Daesang)                                             | Cuộc chiến thượng lưu 2                       | Đoạt giải |             |
| 2021 | Top Excellence Award, Actress in a Miniseries Genre/Fantasy Drama | Cuộc chiến thượng lưu 2                       | Đề cử     |             |
| 2021 | Best Couple Award (với Um Ki-joon)                                | Cuộc chiến thượng lưu 2                       | Đề cử     |             |

### Seoul International Drama Awards
| Năm  | Hạng Mục                   | Tác Phẩm Đề Cử        | Kết Quả | Chú Thích    |
| ---- | -------------------------- | --------------------- | ------- | ------------ |
| 2021 | Best Actress               | Cuộc chiến thượng lưu | Đề cử   | [ 9 ] [ 10 ] |
| 2021 | Outstanding Korean Actress | Cuộc chiến thượng lưu | Đề cử   | [ 11 ]       |